# یلوه نکولنگو
یلوه نکولنگو (نام علمی: Himantornis haematopus) نام یک گونه از تیره یلوگان است.